# 廣深港高速鐵路
廣深港高速鐵路（英語：Guangzhou-Shenzhen-Hong Kong Express Rail Link，代號XRL），簡稱廣深港高鐵，港鐵又称高速鐵路（英語：High Speed Rail），是一條連接中國廣東省廣州市、东莞市、深圳市和香港特別行政區的高速鐵路。線路始於广州南站，終到香港西九龍站，全長約140公里，共設7個車站。路線最高設計時速350公里，現時最高運營時速310公里。由廣州南站直達香港西九龍站的高鐵列車最快需时45分鐘。
此鐵路主要為广州市、東莞市、深圳市及香港特別行政區連接全中國的高速鐵路網絡，提供長途高速鐵路客運業務，並兼任數地之間的城際客運服務。
線路北端與京廣高速鐵路相連，形成“四縱四橫”鐵路快速客運通道及「八縱八橫」高速鐵路主通道中的「一縱」。
鐵路分為三段建設，其中最早的廣州南至深圳北段由2005年12月起建設，並於2011年12月26日率先通車運營；深圳北至福田段於2015年12月30日通車運營；而福田至香港西九龍段於2010年起建設，於2018年9月23日正式通車。

## 历史

### 背景
有关广深港高速铁路的构想，最早见于1980年代末由香港政府方面提出的区域快线（英語：Regional Express Line）。继1994年制定了香港首份《铁路发展策略》之后，由于预见香港的人口将于未来二十年持续增长，而香港来往内地的跨境旅客运输的需求也将不断上升，因此香港特区政府在1998年3月委聘顾问进行第二次铁路发展研究。根据当时的研究结果，其中一个建议项目即为“区域快线”，用来连接九龙市区和边境，并可能进一步延伸至港岛；同时，报告并建议红磡站应继续发挥集体运输中心的作用，作为城际列车服务的终点站，提供出入境及海关设施，并作为主要的运输交汇处。研究认为，当时香港铁路项目的规划从构思至建成阶段一般需要八年至九年的时间，程序紧迫，因此建议政府应尽早开始策划工作，务使新铁路能够及时建成，应付发展需要。
但更贴近后来“高速铁路”现实的构思，则可能是由原广州市市长林树森提出的“穗港磁悬浮铁路计划”。在1999年9月在上海举行的“财富全球论坛”上，林树森曾与时任香港行政長官董建华谈及，由于香港要建迪士尼乐园，如果穗港两地开通磁悬浮列车，两地直达只需半小时，那么到迪士尼的游客一年起码可增加1000万人。据当时估计兴建磁悬浮铁路耗资约300亿元，林树森建议穗港各承担一半。

### 構想

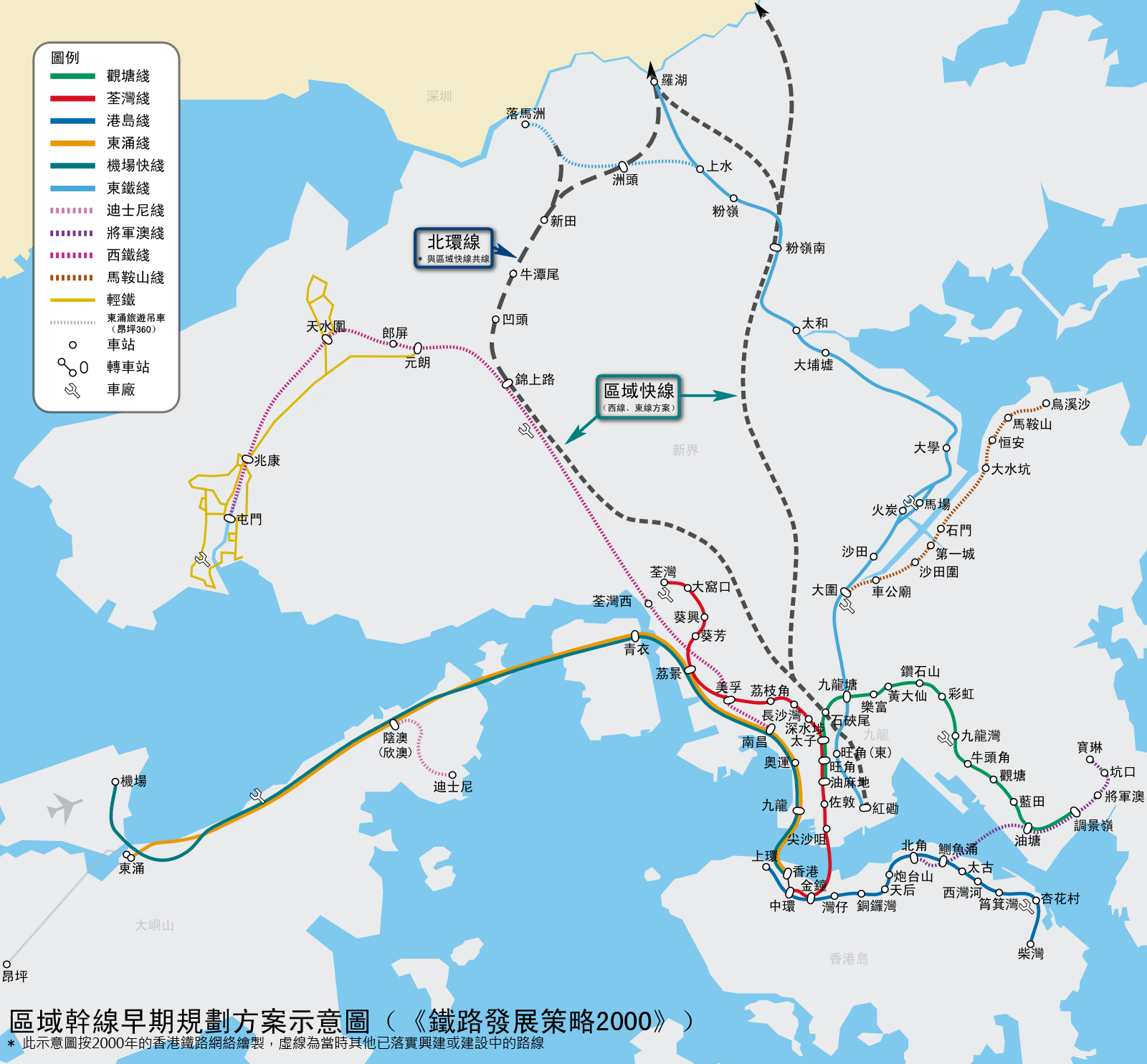
《铁路发展策略2000》中有关“区域快线”的早期规划方案

香港政府根据第二次铁路发展研究的结果，並由运输局发表了名为《铁路发展策略2000》的新铁路发展策略。在2000年5月16日的立法会会议上，立法会交通事务委员会传阅由香港政府提供有关铁路发展策略的立法会参考资料摘要。同时，行政会议建议，行政长官命令，香港应采纳《铁路发展策略2000》，这套策略将适用至2016年。
《铁路发展策略2000》建议香港新建六条新铁路走廊，其中包括了在新界北部连接东铁线和西铁线的“北环线”、以及连接红磡和边境的“区域快线”。至于是否决定兴建“区域快线”，需要视乎落马洲支线所提供的额外运输能力会否很快饱和。根据1998年的价格估算，兴建区域快线预算需要约130至170亿港元的资金。而这条铁路可由九广铁路公司或香港地下铁路有限公司承建，视乎市区终点站设置地点而定。
当时有关“区域快线”的构想，其实并非一条高速铁路，而仅仅是一条连接市区和边境的通勤“快速铁路”通道，除了构思设置少数中途站之外，也可以让来往香港与中国内地的城际直通车运行，减少东铁线的负荷。当时初步的走线方案有两个，起点站均设于紅磡站，第一个是东线方案，新建线路经东铁线的粉岭南站，连接罗湖站，或于罗湖以东新建铁路过境通道，但需要内地方面的规划配合。而第二个西线方案为新建线路经錦上路站，连接北环线，最终到达罗湖站或落马洲站。
2001年起，香港政府开始与中央政府提出香港“区域快线”的建议，并商讨就“穗港磁悬浮铁路计划”合作的可行性。于2001年中，香港運輸局开始与深圳市政府、中国铁道部探討“区域快线”采用磁懸浮技术的可行性，并且積極研究利用磁懸浮技术建设香港到廣州等地的快速通道；当时的研究指出，如果采用磁悬浮列车，由香港至深圳的运行時間将由40分鐘縮減至15分鐘。2001年9月，时任香港特区政務司司長曾蔭權访问广州市，先后與时任广东省省长卢瑞华、广州市代理市长林树森和深圳市長于幼軍举行会谈，交换了有关“区域快线”构想的意见。董建华在出席2001年10月在上海举行的亞太經合組織首脑会议期间，正式向国家计委提出在穗港间建设磁悬浮铁路快线的计划。而深圳市市长于幼军在亚太经合组织高级官员会议的新闻发布会上也表示，深圳与香港正就兴建磁悬浮铁路一事进行商讨。但在此时，广深铁路股份有限公司也提出了广九直通车提速的计划。

### 研究
2002年1月底，“区域快线”的构想获得了进一步的发展。曾蔭權于北京出席了“内地与香港特区大型基建协作会议”，并与国家发展计划委员会及有关部委官员会谈后表示，双方初步就连接广州、深圳和香港的铁路区域快线的设计及协调达成共识，中央政府将正式立項研究，并交由铁道部统筹，并已正式将这条铁路定名为广深港高速铁路；随后中央正式与香港特区政府达成协议，决定由铁道部牵头成立专家小组，研究建设区域快线高速铁路。
2002年2月，在「协作会议」的框架下，由香港特区政府环境运输及工务局及国家铁道部共同组成的广深港高速铁路规划小组正式成立，意味着《铁路发展策略2000》所订的“区域快线”已成为规划的“广深港高速铁路香港段”，规划小组主要针对铁路必要性、功能、定线、过境位置、铁路技术、以及经济效益进行前期研究。
第一阶段研究的议题包括广深港高速铁路项目的功能和策略重要性，有关区域的运输需求分析及客运量预测，以及铁路的可能走线及过境位置等。第一阶段研究在2002年9月完成；同月20日，时任政务司司长曾荫权率领香港特别行政区政府代表团，参加在上海市举行的第二次「内地与香港大型基础设施协作会议」。在会议上高速铁路规划小组代表汇报了广深港高速铁路的第一阶段规划工作，包括广深港高速铁路建设的必要性、功能及区域运输需求分析、运量预测及路线走向，以及过境位置等，确定铁路的策略价值。香港及中国大陆的专家在比较了不同线路走向后达成共识，商定了「广州东—东莞—莲塘—香港」与「番禺—南沙—蛇口—香港」两个较可取方案，规划目标是将广州市中心至香港间的旅行时间从100分钟缩短至60分钟以内。此外，有效地与全国高速铁路网连接，及与规划中的珠三角城际快速轨道交通网络连接，也是重要的规划目标。会后双方达成共识，并继续就两个较可取方案在下阶段作进一步的研究和分析。
第二阶段的研究工作包括就铁路走线、车站选址、廣深与香港段线路连接、主要技术标准、客流预测、财务效益等进行深化研究。在研究过程中，因应双方的整体城市规划及交通网络规划的最新进展，铁道部与环境运输及工务局分别对广深港高速铁路项目的廣深及香港段考虑了一些新构思并作出调整。在大陸方面，国家铁道部曾考虑以广深港高速铁路廣深段兼顾珠三角城际快速轨道网广深城际线的可行性。而香港方面，政府开始考虑利用西铁及北环线作为广深港高速铁路香港段的可行性。九广铁路公司和香港地下铁路有限公司在提交政府的合并联合报告中，对上述构思作了初步评估，而环境运输及工务局也要求九铁公司在北环线的研究中作进一步规划。
在第一及第二阶段研究中，规划小组均有对传统轮轨及磁悬浮技术作出探讨和比较。由于磁悬浮技术方案的造价、营运成本及维修成本均比传统轮轨技术高，预计项目的建造期会较轮轨技术方案更长，也不利于和现有铁路网的兼容性。而当今轮轨高速铁路的营运速度可高达350公里/小时，已经可达到一小时内穿梭三地的目标，没必要采用造价及技术难度相对较高的磁悬浮技术。因此，尽管磁悬浮技术拥有高速优势，至2003年8月为止，双方都倾向于选择比较成熟的高速轮轨方案，换言之，“区域快线”最初拟以磁悬浮列车营运的构思已告吹。
2003年3月，全国人大代表、广州铁路集团公司总经理吴俊光向全国人大提交了一份议案，议案呼吁尽快建设一条广深港高速铁路客运专线。议案认为，当时既有广深铁路的一、二线能力利用率已超过90％，呈饱和状态。按照现有的客流增长速度，到2005年，广州东站至深圳站之间每天需开行客车96对至151对，这将大大超出线路允许通过能力，难以满足未来的运输需求，新建高速铁路势在必行。
2004年1月7日，中国国务院审议通过中国第一份《中长期铁路网规划》，决定建设1.2万公里以上的“四纵四横”客运专线，并将香港纳入规划。广深港高速铁路廣深段的规划进度也相应加快，至2004年7月，廣深段的走线规划已经基本接近尾声，决定采用“番禺石壁—东莞虎门—深圳龙华”的走线方式，而位于番禺的新广州站同时也成为规划中的武广客运专线车站。

### 建設
2004年12月30日，为配合武广客运专线的整体进度，新广州站率先动工。2005年9月，国家发改委正式批复《广深港铁路客运专线广州至深圳段可行性研究报告》；同年12月18日，广深港高速铁路广深段正式动工兴建。2011年12月26日，廣深港高鐵廣州南－深圳北段通車，深圳北－福田段於2015年12月30日通車。
2009年末，香港開始就高鐵進行辯論。2010年1月，广深港高速铁路香港段撥款獲得通過並隨即開始建設。2011年12月26日，广深港高速铁路广深段正式通车运营。2018年9月23日，广深港高速铁路香港段通車。

## 廣深段
廣深港高速鐵路廣深段起于广州南站，止于深圳與香港的邊境，正线全长110公里（DK1+600—DK111+590），设计速度为350公里/小时（其中深圳北站至深港边界地下路段200公里/小时）运营时速为300公里/小时。铁路由位于广州市番禺区石壁街道的广州南站南端咽喉引出，经广州市番禺区的沙湾镇青罗峰（青蘿嶂）隧道、南沙区的东涌镇、黄阁镇等地，经狮子洋隧道后进入东莞市，经过东莞市沙田镇、虎门镇大岭山隧道、长安镇，进入深圳市经宝安区、光明区等地，穿越羊台山隧道，并分别在深圳市龙华区及福田区设深圳北站和福田站。廣深港高速鐵路廣深段由中華人民共和國鐵道部與廣東省人民政府各按50%的股份出资组建广深港客运专线有限责任公司进行建设，投资成本約167億元人民幣。
廣深段設有6座車站，分別是：
- 广州市番禺区石壁街道的广州南站
- 廣州市南沙区东涌镇慶盛村的庆盛站
- 東莞市虎門镇的虎門站
- 深圳市光明区凤凰街道的光明城站
- 深圳市龙华区民治街道的深圳北站
- 深圳市福田区福田街道的福田站

## 香港段

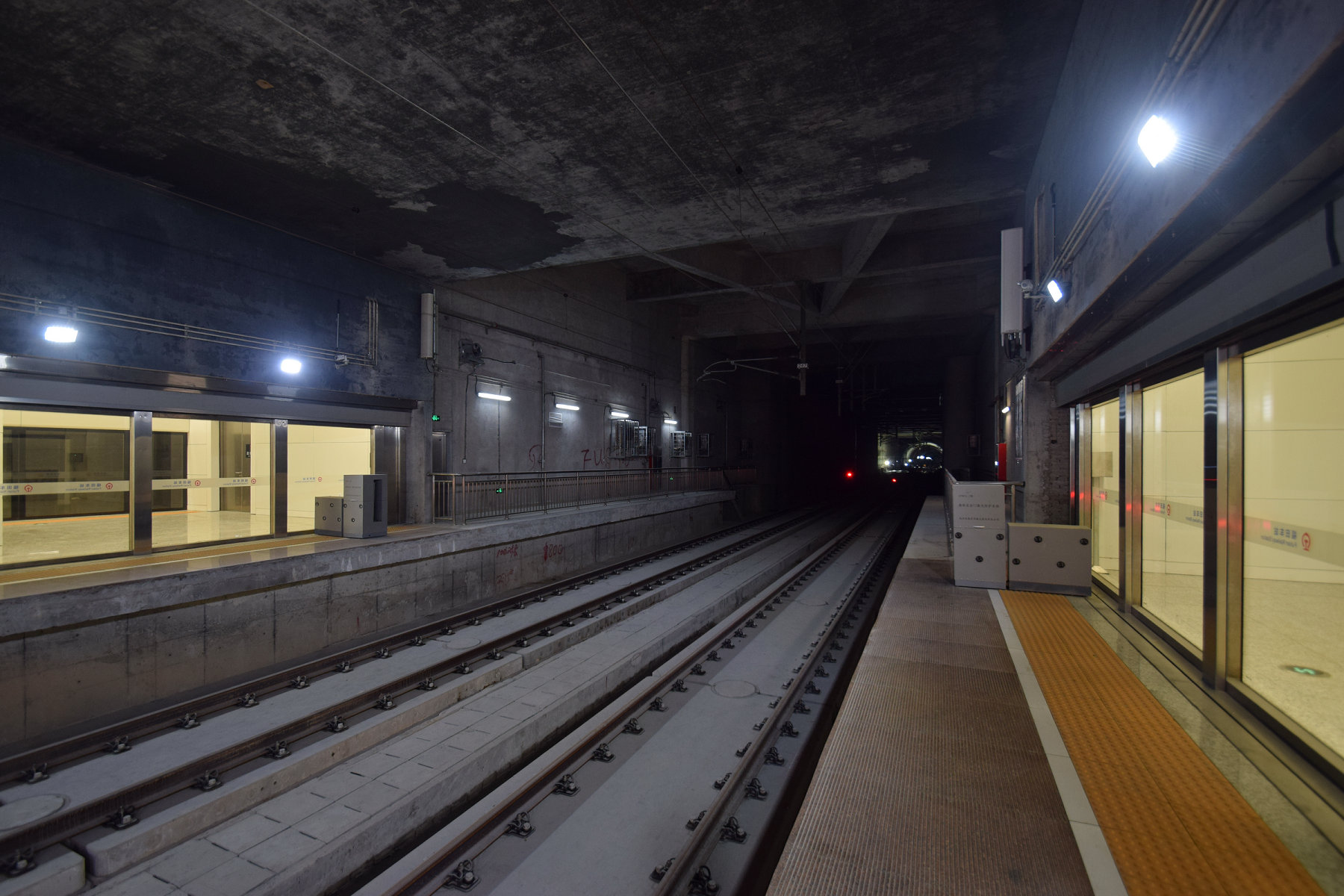
從福田站往香港西九龙站方向路轨

香港段起於西九龍站，止於香港與深圳的邊境，于2018年9月23日通車，總長32公里。香港段沿途不設其他車站，最高營運時速為每小時200公里，每方行車方向每小時可以接載約10,000名乘客。香港段通过廣深段与中國高速鐵路系統網絡相連。
香港段设置一地两检内地口岸区，曾引起争议。来往旅客边检事宜均在西九龙站办理。
廣深港高速鐵路香港段於2009年10月20日在香港特別行政區政府行政會議上落實興建，在2010年1月16日獲得香港立法會財務委員會通過撥款，於同年4月正式動工。原定預計於2015年竣工及通車，後來因工程嚴重延誤而大幅延遲至2018年9月23日。
香港特別行政區政府在工務計劃下撥款興建高鐵香港段，並最終擁有該段鐵路。而香港鐵路有限公司獲政府委託進行高鐵香港段的設計、建造、測試和試行運作，由路政署監察項目的落實。鐵路建成後，政府將高鐵香港段歸予或租予由政府全資擁有的九廣鐵路公司，讓九鐵將高鐵香港段以服務經營權模式批予港鐵營運10年。港鐵10年間需向九鐵支付107億元經營費（扣除支出後，即每年2.7億元予香港庫房）。

## 車站及接駁路綫
廣深港高鐵沿綫各站可以接駁以下路綫：
| 車站名稱       | 所在區域       | 所在區域       | 所在區域 | 啟用日期       | 連接鐵路                                                                                                  | 城市軌道交通換乘路線                                                            |
| -------------- | -------------- | -------------- | -------- | -------------- | --- | ------------------------------------------------------------------------------- |
| 廣深港高速鐵路 |                |                |          |                | |                                                                                 |
| 广州南         | 廣東省         | 广州市         | 番禺区   | 2010年1月30日  | 京廣高速鐵路 贵广客运专线 南廣鐵路 廣珠城際鐵路 番禺站： - 广肇城际铁路 - 广惠城际铁路 - 广州东环城际铁路 | 广州地铁2号线 广州地铁7号线 广州地铁22号线 佛山地铁2号线                        |
| 慶盛           | 廣東省         | 广州市         | 南沙区   | 2011年12月26日 | | 广州地铁4号线                                                                   |
| 虎門           | 廣東省         | 東莞市         | 東莞市   | 2011年12月26日 | 虎门北站： - 穗深城際铁路                                                                                 | 东莞轨道交通2号线                                                               |
| 光明城         | 廣東省         | 深圳市         | 光明區   | 2011年12月26日 | 京港高速铁路                                                                                              | 深圳地铁6号线支线 （與东莞轨道交通1号线直通運行） 深圳地铁13号线 深圳地铁18号线 |
| 深圳北         | 廣東省         | 深圳市         | 龙华區   | 2011年12月26日 | 杭深鐵路 阳深联络线                                                                                       | 深圳地铁4号线 深圳地铁5号线 深圳地铁6号线                                       |
| 福田           | 廣東省         | 深圳市         | 福田區   | 2015年12月30日 | | 深圳地铁2号线 深圳地铁3号线 深圳地铁11号线                                      |
| 香港西九龍     | 香港特別行政區 | 香港特別行政區 | 油尖旺區 | 2018年9月23日  | | 柯士甸站： - 港鐵屯馬綫 九龍站： - 港鐵東涌綫 - 港鐵機場快綫                    |

## 事故
- 2012年2月18日6时30分，供电设备发生故障，致使多班列车晚点。[27]
- 2018年3月5日，广州南至虎门区间设备发生故障，致使多班列车晚点和停运。[28]
- 2023年7月1日下午5時許，廣深港高鐵西九龍站發生信號故障，導致北上列車服務停駛逾兩小時，南下車次亦受阻。而港鐵接近晚上7時半才公布信號故障，一度有乘客滯留離境大堂，直至晚上8時才陸續恢復，有乘客批評港鐵安排混亂。立法會議員田北辰了解到今次事故源於香港段信號系統軟件出問題，使內地列車無法進入香港段。[29]

## 資料來源
1. ↑  . 香港政府一站通.   [2017-07-09]. （原始内容存档于2021-07-08）.
2. ↑  立法會交通事務委員會 2018年港鐵票價調整 （页面存档备份，存于），立法會CB(4)1158/17-18(01)號文件
3. ↑  . 即時新聞.   [2020-04-27]. （原始内容存档于2022-04-14）.
4. ↑  马可悦 黎书琴. . 中国铁路广州局集团有限公司融媒体中心. 2023-12-15  [2023-12-29]. （原始内容存档于2023-12-29） –“广州铁路”微信公众号.
5. 1 2  . 香港電台. 2018-08-23  [2018-09-04]. （原始内容存档于2018-09-04）.
6. 1 2  . 香港政府新聞網. 2018-08-30  [2018-09-04]. （原始内容存档于2018-08-30）.
7. 1 2 3 4   (PDF). 香港特别行政区立法会. 2000-05-16  [2011-03-06]. （原始内容 (PDF)存档于2022-04-09）.
8. ↑  . 金羊网. 2002-09-22  [2011-03-06]. （原始内容存档于2012-12-07）.
9. 1 2   (PDF). 香港特别行政区运输局. 2000-05  [2011-03-06]. （原始内容 (PDF)存档于2007-03-17）.
10. ↑  . 中新网. 2001-08-16  [2011-03-06]. （原始内容存档于2020-05-10）.
11. ↑  . 星岛日报. 2001-09-29  [2011-03-06]. （原始内容存档于2012-09-17）.
12. ↑  . 香港特别行政区新闻署. 2001-09-29  [2011-03-06]. （原始内容存档于2022-02-28）.
13. ↑  . 东方网. 2003-01-03  [2011-03-06]. （原始内容存档于2020-11-03）.
14. ↑  孙静惟. . 大公报. 2002-01-01.
15. ↑  . 文汇报. 2002-02-02  [2011-03-06]. （原始内容存档于2014-12-31）.
16. ↑  . 新华网. 2002-02-01  [2011-03-06]. （原始内容存档于2002-12-18）.
17. ↑   (PDF). 香港特别行政区立法会. 2002-04-19  [2011-03-06]. （原始内容 (PDF)存档于2022-04-09）.
18. 1 2 3 4  . 香港特别行政区政府运输及房屋局. 2004-11-10  [2011-03-06]. （原始内容存档于2022-06-22）.
19. ↑   (PDF). 香港特别行政区立法会. 2004-05-23  [2011-03-25]. （原始内容 (PDF)存档于2022-06-22）.
20. ↑  . 香港特别行政区政府新闻署. 2002-09-20  [2011-03-06]. （原始内容存档于2022-06-22）.
21. ↑  . 广州日报. 2003-08-07  [2011-03-06]. （原始内容存档于2022-04-14）.
22. ↑  地下高铁站广深港客运专线深圳福田站设计 杨芳龙 《山西建筑》2010年19期
23. ↑  熊薇, 许晓蕾, 马强. . 南方都市报. 2011-07-25  [2011-07-25]. （原始内容存档于2012-01-14）.
24. ↑  . 明報. 2018-08-24  [2018-08-24]. （原始内容存档于2018-08-25）.
25. ↑  1911. .   [2011-12-24]. （原始内容存档于2020-06-21）.
26. ↑  . Yahoo 新聞香港. 2015-10-30  [2015-10-31]. （原始内容存档于2022-06-22）.
27. ↑  .   [2012-02-19]. （原始内容存档于2020-08-07）.
28. ↑  网易. .   [2018-03-05]. （原始内容存档于2018-03-06）.
29. ↑  . 明報新聞網.   [2023-07-02]. （原始内容存档于2023-07-12） （中文（繁體））.

## 政府文件
- 香港立法會有關廣深港高速鐵路香港段的個別政策事宜資料庫 （页面存档备份，存于）
- 九廣鐵路公司向香港立法會提供的簡報 （页面存档备份，存于） PDF文件，約2.04MB
- 《運輸及房屋局：廣深港高速鐵路香港段進展報告 （页面存档备份，存于）》(立法會交通事務委員會鐵路事宜小組委員會，2009年9月)
- 菜園村關注組

## 外部連結
- 港鐵-高速鐵路 （页面存档备份，存于）